# Axel Hahn
Axel Hahn (* 10. Dezember 1959 in West-Berlin) ist ein deutscher Politiker (FDP, AfD).
Hahn studierte an der Freien Universität Berlin Geschichte, Germanistik und Philosophie. Das Studium schloss er mit dem Magister Artium ab. Bis 2003 arbeitete er bei einer Immobiliengesellschaft und ist freiberuflich Wirtschaftsberater.
1982 trat Hahn der FDP bei. Von 1988 bis 2006 war er Vorsitzender der FDP im Bezirk Neukölln. Bei der Berliner Wahl 1990 wurde er für eine Legislaturperiode in das Abgeordnetenhaus von Berlin gewählt. Bei der Wahl 2001 wurde er erneut in das Parlament gewählt. Am Ende der Legislaturperiode 2006 schied er aus. 
2012 trat Hahn aus der FDP aus und wurde Gründungsmitglied der Alternative für Deutschland (AfD).